# إدوارد سيمونز فولمر
إدوارد سيمونز فولمر (بالإنجليزية: Edward Simons Fulmer)‏ هو طيار أمريكي، ولد في 16 أبريل 1919 في إيست سيراكيوز في الولايات المتحدة، وتوفي في 31 ديسمبر 2017 في سيراكيوز في الولايات المتحدة.